# كش تخت (سردشت)
کش تخت (بالفارسية: کش تخت) هي قرية تقع في إيران في قسم سردشت الريفي. يقدر عدد سكانها بـ 120 نسمة بحسب إحصاء 2016.